# Weserbund
Der Weserbund ist ein gemeinnütziger Interessenverband, der seine Aufgabe als Lobbyismus für die Entwicklung des Weserraums um den deutschen Fluss Weser versteht. 1921 gegründet, wurde sein Vorstand mit Politikern, Wirtschaftsmanagern und Verwaltungsleuten besetzt. Entsprechend seiner Aufgabe ist der Weserbund in vielen Gremien der Weserregion vertreten.

## Geschichte
Der Weserbund wurde am 15. Dezember 1921 in der "Weserklause" in der ostwestfälischen Stadt Minden im Beisein von Vertretern von der Stadt und des Kreises Minden, aus Bremen und vielen anderen Städten im Wesergebiet, sowie des Reichsverkehrsministeriums gegründet. Erster Geschäftsführer wurde Heinrich Flügel. Vorläufer waren unter anderem der Bremer Kanalverein, indem Lobbyismus für einen Hansakanal betrieben wurde.
Der Weserbund dient der Förderung der Weserregion, die mit ihren Quellflüssen Werra und Fulda zum Interessengebiet gehört. Das wichtigste Ziel, die Kanalisierung der Mittelweser und damit den Anschluss der Seehäfen in Bremen und über die Elbe der Seehafen in Hamburg, wurde erreicht.
Der Weserbund arbeitet eng verzahnt mit dem Wirtschaftsverband Weser e. V. zusammen.

## Aufgaben und Ziele

### Ziele
Die Förderung folgender Ziele sieht der Weserbund als seine Aufgabe:
- Erhalt und Pflege der Landschaften an der Weser
- Wasserführung der Weser zum Zweck des Hochwasser- und des Küstenschutzes
- Verbesserung der Gewässerqualität und des Naturraumes Weser
- Förderung der Rad- und Wanderwege für die Erholung der Bevölkerung im Sinne der Landschaftspflege
- Verbesserung der Nutzung der umweltfreundlichen und sicheren Wasserwege zur Entlastung der Verkehrswege zu Lande

### Projekte
Zurzeit wird als das Hauptthema die Salzbelastung der Weser durch die Salzeinleitung im Oberlauf betrachtet. Der Weserbund fordert die schrittweise Entwicklung von Werra und Weser zu naturnahen Gewässern, wobei die Kaliproduktion möglichst erhalten werden soll.
Weitere aktuelle Projekte sind:
- Weiterentwicklung des Binnenschifffahrtswegs durch Vorbereitung der Mittelweser für den Einsatz längerer Schiffe.
- Ausgewogenes Vorgehen bei der Wasserführung und der Schifffahrt auf der Oberweser.
- Weiterentwicklung der Seeschifffahrtsstraße Weser durch den Ausbau der Außen- und der Unterweser bis Brake.
- Beratung bei der Aufstellung und Umsetzung von Raumordnungsplänen sowie der Ausweisung von Hochwasserschutzgebieten.
- Umsetzung der europäischen Wasserrahmenrichtlinie.

## Vorstand und Geschäftsführung
Den Vorstand bilden folgende Mitglieder:
- Vorstandsvorsitzender: Uwe Beckmeyer (SPD), ehemaliger Parlamentarischer Staatssekretär (2013–2017) beim Bundesministerium für Wirtschaft und Energie,
- Stellvertretender Vorsitzender: Peter Kienzle (CDU), Beigeordneter der Stadt Minden
- Schatzmeister: Robert Howe, Geschäftsführer der bremenports GmbH & Co. KG
- Dirk Adomat (SPD), Landrat, Landkreis Hameln-Pyrmont, Hameln
- Peter Bohlmann (SPD), Landrat, Landkreis Verden, Verden
- Melf Grantz, Oberbürgermeister Seestadt Bremerhaven
- Burkard Lemper, Geschäftsführer, Institut für Seeverkehrswirtschaft und Logistik
- Andreas Siebert (SPD), Landrat, Landkreis Kassel, Kassel
- Michael Werner, Fachbereichsleiter Umwelt, Planen, Bauen, Kreis Höxter

Ehrenvorsitzender ist Klaus Wedemeier (SPD), Bürgermeister a. D. der Stadt Bremen.
Zum Geschäftsführer wurde im Januar 2020 Thomas Voigt bestellt, da sein Vorgänger Ralf Rüdiger Heinrich in den Ruhestand eingetreten ist.